# Matteo Stefanelli
Matteo Stefanelli (Milano, 2 gennaio 1975) è un saggista, blogger e critico letterario italiano specializzato nel campo dei fumetti.

## Biografia
Matteo Stefanelli vive a Milano, dove è nato. Il nonno materno, Pompeo Ranzini, fu gallerista e mecenate di artisti come Pietro Annigoni, Mario Donizetti e Carlo Bisi. Da piccolo si appassiona al fumetto leggendo Topolino e il Corriere dei Piccoli, per poi abbandonarli. In adolescenza, grazie ai consigli di amici, riscopre i fumetti, attraverso le letture di Nuovi Mutanti, Dylan Dog e Martin Mystère: «Erano tutte serie al massimo della forma e mi lasciarono molto sorpreso. Al punto da farmi ritornare sui miei passi [...] e da allora non li ho più mollati».
Proprio con una tesi sull'intertestualità di Martin Mystère si laurea in scienze della comunicazione, per poi svolgere un dottorato di ricerca sul consumo e la ricezione del fumetto. Insegna Linguaggi audiovisivi presso la facoltà di Scienze Politiche dell'Università Cattolica del Sacro Cuore di Milano, Comunicazione degli eventi presso l'Università degli Studi di Bergamo e Histoire de la bande dessinée italienne e Théories de la bande dessinée presso l'Ecole Européenne Supérieure de l'image di Angoulême.
Specializzato nello studio e nella divulgazione del fumetto, di cui è considerato uno dei massimi esperti in Italia, ha collaborato come curatore con Triennale di Milano, Cité internationale de la bande dessinée et de l'image di Angouleme, Museo nazionale della scienza e della tecnologia Leonardo da Vinci, Napoli Comicon, Bilbolbul Festival internazionale di fumetto e Lucca Comics & Games, manifestazione per la quale ha ideato la Sezione di incontri Comics Talks. Suoi interventi su fumetto e cultura pop sono stati pubblicati su Corriere della Sera, la Repubblica, Il Post, Il Fatto Quotidiano, Flash Art, MicroMega, Link. Idee per la televisione, Rolling Stone, Lo Straniero e Zero; ha scritto e tenuto rubriche sulla stampa specializzata in fumetto, tra cui Schizzo Idee, Fumo di china, Blue, Lo spazio bianco, Neuvième Art; nel 2004 ha curato il documentario Antistoria del fumetto italiano, andato in onda sul canale Cult di Sky. È stato vicepresidente del Comitato Nazionale istituito dal MIBAC "Un secolo di fumetto italiano". Dal 2007 è Editor Associato della rivista SIGNs: Studies in Graphic Narratives. Dal 2017 al 2019 è stato direttore artistico del festival padovano BeComics.
Autodefinitosi «tardivo digitale», Stefanelli ha aperto nel 2009 il blog Fumettologicamente, ispirandosi alle esperienze di colleghi e amici tra i quali Fausto Colombo, Antonio Dini e Giovanni Boccia Artieri.
Nel 2012 esce Fumetto! 150 anni di storie italiane, volume curato insieme a Gianni Bono che rappresenta il primo racconto della storia del fumetto italiano nel suo complesso.
Nell'autunno del 2013 fonda il sito Fumettologica di cui è attualmente direttore, con la collaborazione di Lucio Staiano. Fumettologica nasce come proseguimento ed ampliamento del blog Fumettologicamente, aggregando giornalisti, studiosi ed esperti di fumetto tra cui il blog Conversazioni sul fumetto di Andrea Queirolo (diventato caporedattore del sito), espandendo il campo d'azione alle diverse aree creative vicine al fumetto (cinema, animazione, videogiochi, editoria per ragazzi, design).
Nel 2018 viene nominato direttore artistico di Napoli Comicon, ruolo che lo vede impegnato nell'organizzazione del festival a partire dall'edizione 2019.

## Opere
- Fumetto International, Roma, Drago Arts & Communication, 2006
- Il Secolo del Corriere dei Piccoli (con Fabio Gadducci), Milano, Rizzoli, 2008
- Antonio Rubino: gli anni del Corriere dei Piccoli (con Fabio Gadducci), Bologna, Black Velvet, 2009
- Doonesbury. L'integrale Vol.1: 1970-1972, (a cura di, con Omar Martini), Bologna, Black Velvet, 2009
- La bande dessinée : une médiaculture (a cura di, con Éric Maigret), Parigi, Armand Colin, 2012
- Fumetto! 150 anni di storie italiane (a cura di, con Gianni Bono), Milano, Rizzoli, 2012
- 1001 fumetti da leggere prima di morire (a cura di Paul Gravett), Bologna, Atlante, 2013
- Fumetto! 150 anni di storie italiane (edizione aggiornata) (a cura di, con Gianni Bono), Milano, Rizzoli, 2016